# هيئة تسليح القوات المسلحة (مصر)
هيئة تسليح القوات المسلحة هي إحدى هيئات القوات المسلحة المصرية، وعُرفت سابقًا باسم الهيئة الفنية.

## النشأة
أنشأت في 2 نوفمبر 1967 بقرار من الرئيس جمال عبد الناصر برئاسة اللواء / عبد الحميد محمود، والذي عهد إليه بإنشاء وتنظيم هذه الهيئة لأول مرة في تاريخ القوات المسلحة، وأطلق عليها الهيئة الفنية وكان الهدف منها إعادة بناء وتنظيم للقوات: برية – جوية – بحرية - دفاع جوي وباقي أفرع القوات المسلحة لرفع كفاءتها الفنية.

## الجهات التابعة
- إدارة الأسلحة والذخيرة
- إدارة التعليم والتدريب المهني
- الكلية العسكرية التكنولوجية.[1][2][3]
- المدارس الفنية الأساسية العسكرية.[4]
- جهاز مراقبة وضمان الجودة للقوات المسلحة.

## رؤساء الهيئة
- لواء أركان حرب / محمد عدلي عبد الواحد.[5]
- لواء أركان حرب / كمال وفاء.[6]
- لواء أركان حرب / أسامة عزت.[7]
- لواء أركان حرب / طارق سعد زغلول.[8]
- لواء أركان حرب / عبد المحسن موسى.[9]
- لواء أركان حرب / محمد العصار.[10]
- لواء أركان حرب / توفيق مختار.[11]
- لواء أركان حرب / أحمد مرزوق.[12]
- لواء أركان حرب / يسري أحمد خطاب.[13]
- لواء أركان حرب / محمد سمير السيد عبد الوهاب.[14]
- لواء أركان حرب / جمال صدقي (رئيس الهيئة الفنية للقوات المسلحة).[15]
- لواء أركان حرب / عبد الحميد محمود (رئيس الهيئة الفنية للقوات المسلحة)